# Chiasmocleis tridactyla
Chiasmocleis tridactyla é uma espécie de anfíbio da família Microhylidae. Pode ser encontrada no Peru, Brasil, Colômbia e Equador